# San Marco Argentano
San Marco Argentano é uma comuna italiana da região da Calábria, província de Cosenza, com cerca de 7.646 habitantes. Estende-se por uma área de 78 km², tendo uma densidade populacional de 98 hab/km². Faz fronteira com Bisignano, Cervicati, Fagnano Castello, Mongrassano, Roggiano Gravina, Santa Caterina Albanese, Tarsia.

## Demografia
| Variação demográfica do município entre 1861 e 2011                               |
|                                                                                   |
| Fonte: Istituto Nazionale di Statistica (ISTAT) - Elaboração gráfica da Wikipedia |